# نادیم
شهر نادیم (به روسی: Надым) در کشور روسیه و در ناحیه خودگران یامالو-ننتس واقع شده‌است.

## نگارخانه

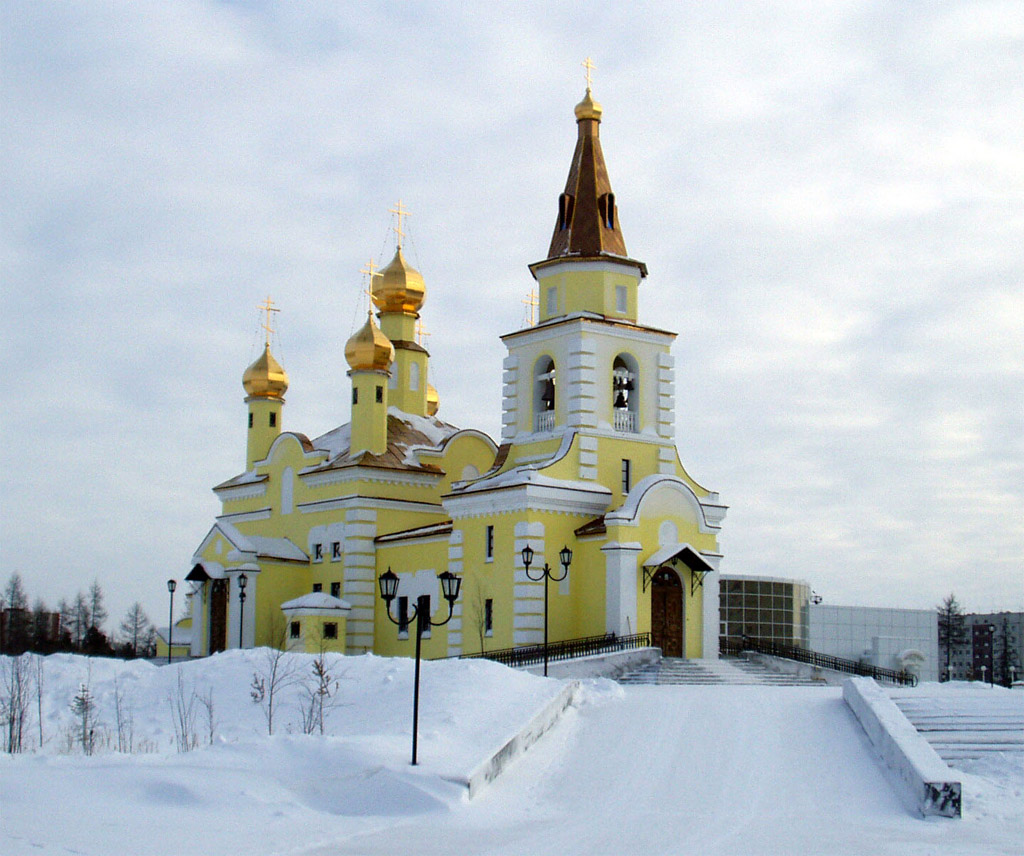
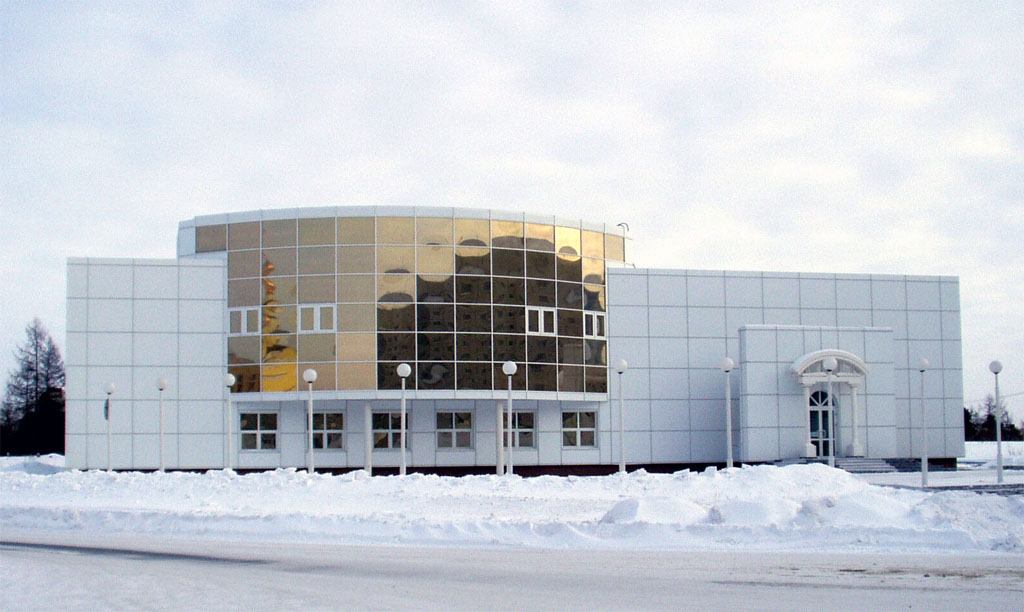
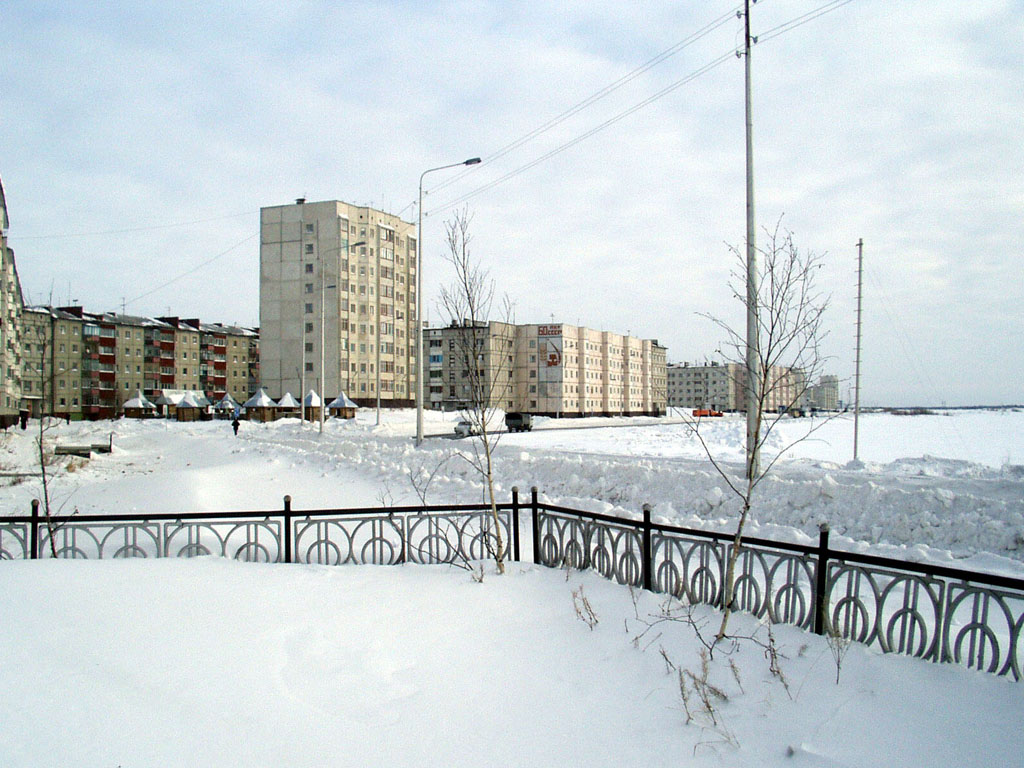
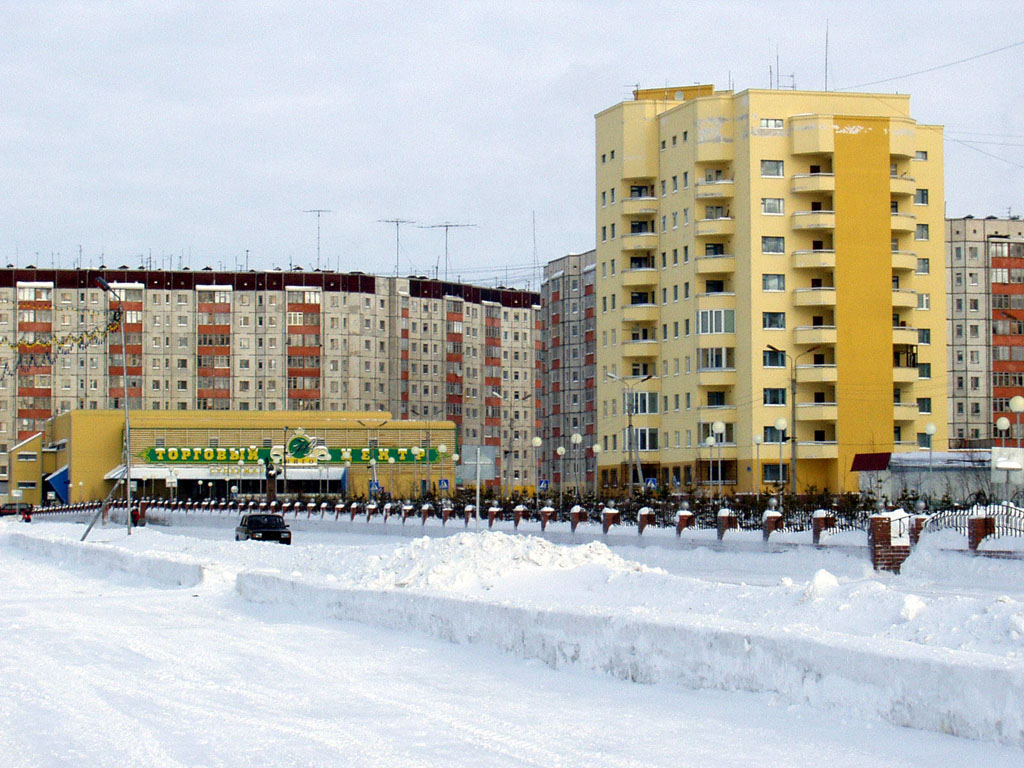